# Bečov
Bečov (německy Hochpetsch) je obec na jihovýchodě okresu Most v Ústeckém kraji. Leží zhruba devět kilometrů jihovýchodně od města Mostu, třicet tři kilometrů jihozápadně od Ústí nad Labem a šedesát pět kilometrů severozápadně od Prahy. V obci se kříží silnice III. třídy č. 2507 z Volevčic do Korozluk a č. 5693 do Bělušic. Z východu k obci zasahuje území CHKO České středohoří. Bečov je členem mikroregionu Most – Jih. Žije zde přibližně 1 400 obyvatel.

## Název
Název vesnice je odvozen z předpokládaného osobního jména Beč. Předpona Hoch- v německých variantách byla připojena k rozlišení od Bečova na Chomutovsku. V historických pramenech se jméno objevuje ve tvarech: Peczschow (1327), Beczau (1352–1369), Beczow (1384–1405), Beczowie (1492), Becziow (1619), Hochbetsch, Petschau, Pitsch a Becžow (1787) a Hochpetsch (1854).

## Historie
První písemná zmínka o obci pochází z roku 1327, kdy král Jan Lucemburský udělil Bečov v léno členům německého šlechtického rodu pánů z Bergova. V roce 1420 Bečov získal v léno od císaře Zikmunda Albrecht z Koldic, který již od roku 1407 vlastnil hrad Bílinu. V roce 1502 Těma z Koldic prodal celé zboží včetně Bečova Děpoltovi z Lobkovic. V roce 1613 věnoval Vilém z Lobkovic své manželce Benigně z Kolovrat čtyři vesnice a mezi nimi i Bečov. Od ní získal Bečov, který byl středem panství, ke kterému náležely ještě okolní vesnice Volevčice, Bedřichův Světec, Zaječice, Patokryje, České Zlatníky a Dobrčice v roce 1647 jejich syn Oldřich Adam Lobkovic. Po jeho smrti v roce 1649 zdědila Bečov jeho manželka Anna Marie rozená ze Šternberka, která se v roce 1652 provdala za hraběte Jana z Rottalu. V pozdějších letech přešel Bečov opět do majetku Lobkoviců, kde se stal součástí bílinského panství až do zrušení poddanství v roce 1848.
Po roce 1850 se Bečov stal samostatnou obcí s připojenou osadou Zaječice. Tento stav zůstal nezměněn do roku 1960, kdy byla k Bečovu připojena druhá osada Milá. V roce 1975 bylo k obci připojeno území zaniklé obce Židovice (katastrální území Židovice u Bečova, Kamenná Voda a Stránce).
Nejspíše už v polovině 18. století existovala v Bečově škola. Původní škola stála vedle fary. Nová školní budova byla postavena v letech 1817–1818. Větší škola byla postavena v roce 1899 (dnes sídlo obecního úřadu čp. 126). V roce 1919 zde byla otevřena i česká škola, pro kterou byla v roce 1937 postavena nová budova. Základní škola v obci funguje dosud.
V sedmdesátých letech 19. století byla dána do provozu železniční trať Praha – Most – Hrob – Moldava v Krušných horách, která procházela i Bečovem (dnešní železniční trať Most–Rakovník).
Po druhé světové válce byla z obce vysídlena většina původních německy mluvících obyvatel. V šedesátých letech 20. století se obec stala tzv. střediskovou obcí, což se mj. projevilo i ve výstavbě panelového sídliště, které změnilo vzhled středu obce.

## Přírodní poměry
V Bečově se nachází několik zdrojů minerálních vod. Ve studnách bývalých železničních strážních domků vyvěrají síranové hořečnato-vápenaté vody. Studna u hřbitova je zdrojem hydrokarbonáto-hořečnaté vody. Podle rozboru z roku 1968 v ní byl rozpuštěn přibližně 1 g·l−1 minerálních látek. Kromě jiných látek voda obsahovala v jednom litru 97,2 mg hořčíku, 37,7 mg vápníku a 62 mg sodíku.

## Obyvatelstvo
Při sčítání lidu v roce 1921 ve vsi žilo 839 obyvatel (z toho 421 mužů), z nichž bylo 207 Čechoslováků, 629 Němců a tři cizinci. Výrazně převažovala římskokatolická většina, ale dva lidé byli evangelíky, šest židy a 46 jich bylo bez vyznání. Podle sčítání lidu z roku 1930 měla vesnice 889 obyvatel: 261 Čechoslováků a 628 Němců. Kromě římskokatolické většiny ve vsi žilo dvanáct evangelíků, dvacet členů církve československé, čtyři židé a 25 lidí bez vyznání.
|                                                       | 1869 | 1880 | 1890 | 1900 | 1910 | 1921 | 1930 | 1950 | 1961 | 1970 | 1980  | 1991  | 2001  | 2011  | 2021  |
| ----------------------------------------------------- | ---- | ---- | ---- | ---- | ---- | ---- | ---- | ---- | ---- | ---- | ----- | ----- | ----- | ----- | ----- |
| Obyvatelé                                             | 627  | 755  | 782  | 785  | 848  | 839  | 889  | 663  | 621  | 532  | 1 925 | 1 762 | 2 035 | 1 545 | 1 301 |
| Domy                                                  | 101  | 116  | 120  | 130  | 149  | 147  | 180  | 180  | 191  | 134  | 150   | 168   | 163   | 171   | 179   |
| Data z roku 1961 zahrnují i domy z místní části Milá. |      |      |      |      |      |      |      |      |      |      |       |       |       |       |       |

## Obecní správa

### Části obce
Obec Bečov se člení na tři části, které leží na šesti katastrálních územích:
- Bečov (k. ú. Bečov u Mostu)
- Milá (k. ú. Milá)
- Zaječice (k. ú. Zaječice u Bečova, Kamenná Voda, Stránce a od roku 1975 Židovice u Bečova)

### Obecní symboly
Bečov získal právo užívat obecní znak a vlajku na základě rozhodnutí předsedy Poslanecké sněmovny č. 45 ze dne 19. února 1998.
Znak tvoří modrý štít s polovinou zlatého lva s červenou zbrojí. V pravé tlapě drží vztyčenou stříbrnou střelu, na levé tlapě má zavěšen černý gotický štítek se dvěma zlatými kosmými břevny.
List vlajky tvoří svislý černý žerďový pruh široký jednu čtvrtinu délky listu a dva vodorovné pruhy, bílý a modrý. Přes černý pruh dva kosmé žluté pruhy, vycházející z první a třetí čtvrtiny žerďového okraje a dosahující k dolní polovině bílého a modrého pruhu. Poměr šířky k délce listu je 2:3.

## Služby
V obci sídlí základní škola, je zde obecní policie, pošta, obchody, železniční stanice, autobusová zastávka, posilovna, střelecký klub, kynologický klub, rybářský kroužek, kulturní středisko SEVER, knihovna, kino, kostel svatého Jiljí s farou, kde pravidelně probíhají bohoslužby, klub důchodců, motocross klub a působí zde TJ Sokol Bečov.

## Pamětihodnosti

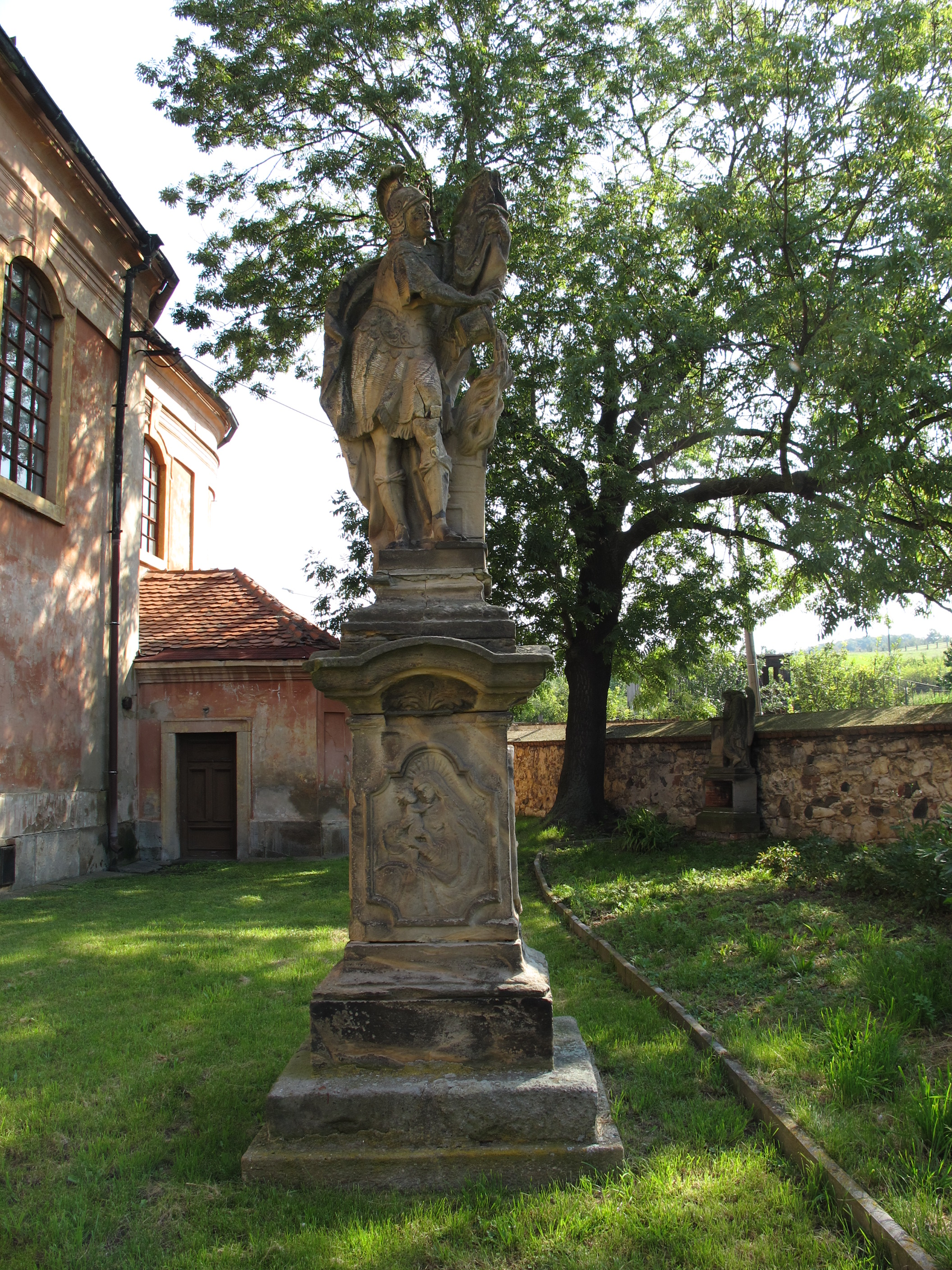
Socha svatého Floriána u kostela

- Kostel svatého Jiljí na návrší v severovýchodní části obce, poprvé zmiňován v roce 1352, v 18. století barokně přestavěn
- Plastika Bečovská Madona ze 14. století, dnes vystavená v Děkanském kostele v Mostě
- Socha Ecce Homo, před dvorem u benzinové pumpy
- Socha svatého Floriána u kostela
- Socha svatého Jana Nepomuckého přesunutá ze zaniklého Mostu
- Socha sv. Jana Nepomuckého přesunutá ze zaniklé vsi Souše
- Sochy Jaro, Léto, Podzim a Zima v atriu základní školy přesunuté ze zaniklé osady Stránce
- Přírodní rezervace Písečný vrch jižně od obce je významné archeologické naleziště
- Přírodní rezervace Milá jihovýchodě od obce
- Přírodní památka Chloumek na západ od Bečova

## Osobnosti
- Anton Lande (1869–1931), český politik, starosta Bečova, poslanec zemského sněmu
- Stanislav Hofmann (* 1990), český fotbalový obránce, mládežnický reprezentant